# 上毛町
上毛町（こうげまち）は、福岡県の東部にある町。

## 地理
築上郡の東部に位置し、福岡県の最東端に位置する町で西は豊前市、北は吉富町、山国川を挟んで大分県中津市と隣接する。上毛町の区域の北部は平野が広がっており南部は山地となっている。また人口は旧新吉富村の区域では微増傾向にあるが、旧大平村の区域は人口が減少傾向にあり過疎化も進んでいるため、上毛町全体の人口は僅かながら減少に転じている。

### 地形
- 山国川

### 隣接する自治体
- 福岡県
  - 豊前市
  - 築上郡：吉富町
- 大分県
  - 中津市

### 主要都市までの距離
- 福岡県
  - 北九州市　50km
  - 田川市　　40km
  - 行橋市　　25km
  - 豊前市　　5km
- 大分県
  - 中津市　　3km
  - 宇佐市　　15km

### 経済圏・生活圏・文化圏
上毛町は江戸時代に中津藩の領地であった。明治時代に山国川を境に福岡県と大分県に分割されたが、現在でも大分県中津市との関係が深く、2005年国勢調査では町内の通勤・通学者のうち約20％が中津市に向かっており、中津市の経済圏（中津都市圏）に属する。文化的にも中津市の影響が強く、市外局番は「0979」、郵便番号も「871-0xxx」で中津市と同一である。町内には大きなショッピングセンターは無いため、山国川を越えて中津市まで出向く場合が多い。
また旧大平村、新吉富村時代から地元の高校生は中津市の公立・私立高校に通学する事も多く、町内の福岡県立築上東高等学校が2003年に募集を停止し、2005年に統廃合のため廃校となった以後、中津市の公立高校を受験する中学生も一段と増えている。これは近隣の豊前市・吉富町でもこの傾向は強くなっている。

### 地名
旧新吉富村
- 安雲(旧西吉富村)
- 緒方(旧西吉富村)
- 尻高(旧西吉富村)
- 大ノ瀬(旧西吉富村)
- 成恒(旧西吉富村)
- 矢方(旧西吉富村)
- 八ツ並(旧西吉富村)
- 宇野(旧南吉富村)
- 垂水(旧南吉富村)
- 中村(旧南吉富村)
- 吉岡(旧南吉富村)

旧大平村
- 上唐原(旧唐原村)
- 下唐原(旧唐原村)
- 原井(旧唐原村)
- 百留(旧唐原村)
- 土佐井(旧友枝村)
- 西友枝(旧友枝村)
- 東上(旧友枝村)
- 東下(旧友枝村)

## 歴史

### 沿革
- 1889年（明治22年）4月1日 - 町村制施行に伴い上毛郡西吉富村・南吉富村・唐原村・友枝村が成立。
- 1896年（明治29年）2月26日 - 上毛郡が築城郡と合併して築上郡となる。
- 1955年（昭和30年）3月1日
  - 西吉富村と南吉富村が合併。新吉富村が誕生。
- 1955年（昭和30年）4月1日
  - 唐原村（とうばるむら）と友枝村が合併して大平村が誕生。村名は、当時の唐原村、友枝村の両村にまたがる大平山（おおひらやま）にちなんで命名された。
- 2005年10月11日 新吉富村と大平村が対等合併して町制施行。町名は築上郡が誕生する前、この地域が明治時代以前に上毛郡と呼ばれていた事から、その旧郡名にちなんで名付けられた。

### 市町村合併関係
山国川をはさんで隣接する大分県中津市の生活圏、経済圏（中津都市圏）に属していることから、福岡県が示した豊前市との合併を拒否して吉富町・新吉富村・大平村の3町村で法定合併協議会を設置し、新町名を「大富町」（おおとみまち）に決定したが、新町役場の位置や大平村で起きた不祥事をめぐって協議が難航し、吉富町を除いて合併することとなった。
なお、合併にあたり、住所表記は旧村の名称を入れず「福岡県築上郡上毛町大字○○」となった。

### 歴代町長
初代：鶴田忠良（2005年11月13日－2013年11月12日）2期

## 行政

### 町長
- 坪根秀介（3期目）
- 任期：2025年11月12日

### 町議会
- 定数：12人
- 任期：2023年2月10日

### 消防
- 京築広域圏消防本部
  - 豊前消防署（豊前市）
    - 東部分署

### 警察
- 福岡県警察豊前警察署（豊前市）
  - 垂水駐在所 （上毛町大字垂水329-1）
  - 土佐井駐在所 （上毛町大字土佐井811-1）
  - 唐原駐在所 （上毛町大字上唐原1150-3）

### 選挙区
- 衆議院議員総選挙の小選挙区は福岡県第11区。
- 福岡県議会の選挙区は豊前市と築上郡で形成される築上郡・豊前市選挙区。

### 人口
| |                                        |  |
| 上毛町と全国の年齢別人口分布（2005年） | 上毛町の年齢・男女別人口分布（2005年） |  |
| ■紫色 ― 上毛町 ■緑色 ― 日本全国 | ■青色 ― 男性 ■赤色 ― 女性              |  |
| 上毛町（に相当する地域）の人口の推移 \| 1970年（昭和45年） \| 9,180人 \| \| \| 1975年（昭和50年） \| 8,913人 \| \| \| 1980年（昭和55年） \| 8,780人 \| \| \| 1985年（昭和60年） \| 8,773人 \| \| \| 1990年（平成2年） \| 8,636人 \| \| \| 1995年（平成7年） \| 8,443人 \| \| \| 2000年（平成12年） \| 8,296人 \| \| \| 2005年（平成17年） \| 8,172人 \| \| \| 2010年（平成22年） \| 7,852人 \| \| \| 2015年（平成27年） \| 7,458人 \| \| \| 2020年（令和2年） \| 7,251人 \| \| |                                        |  |
| 総務省統計局 国勢調査より |                                        |  |
| 1970年（昭和45年） | 9,180人                                |  |
| 1975年（昭和50年） | 8,913人                                |  |
| 1980年（昭和55年） | 8,780人                                |  |
| 1985年（昭和60年） | 8,773人                                |  |
| 1990年（平成2年） | 8,636人                                |  |
| 1995年（平成7年） | 8,443人                                |  |
| 2000年（平成12年） | 8,296人                                |  |
| 2005年（平成17年） | 8,172人                                |  |
| 2010年（平成22年） | 7,852人                                |  |
| 2015年（平成27年） | 7,458人                                |  |
| 2020年（令和2年） | 7,251人                                |  |

### 教育

#### 高等学校
町内に高等学校はない。公立高校の学区は町域全域が第1学区（築上郡、豊前市、京都郡、行橋市）であり、高校がある最寄りの市町村は隣の豊前市である。県境を挟んで隣接する大分県中津市にも私立高校がある。
かつては現在の町域内に福岡県立築上東高等学校があったが、築上中部高校・築上北高校と統合して豊前市内に福岡県立青豊高等学校を設置したため、2005年3月に閉校となった。

#### 中学校
町立
- 上毛中学校　（旧築上東中学校・2012年3月に改名）（合併前は新吉富村・大平村の組合立）

#### 小学校
すべて町立
- 南吉富小学校
- 西吉富小学校
- 友枝小学校
- 唐原小学校

以下はすでに閉校
- 西友枝小学校 - 友枝小学校と統合のため、2010年3月閉校。

### 市外局番
- 町内全域「0979」（中津MA）

### 郵便番号
- 原井のうち有野：871-02xx（耶馬渓郵便局（大分県中津市））
- 上記以外の区域：871-09xx（大平郵便局）

## 経済

### 産業
- 主に農業が盛んである。

### 特産品
- ユズ
- レモン

## 交通

### 空港
最寄り空港は北九州空港（北九州市・苅田町）。
上述の北九州空港を含め、町内と空港を直接結ぶ公共交通機関はない（北九州空港 - 上毛町間の定額タクシーはある）。

### 鉄道
町内を鉄道路線は通っていない。
町域から概ね2kmの範囲内にJR日豊本線吉富駅・三毛門駅・中津駅が立地している。町内とを結ぶ公共交通が通じている駅は中津駅のみである。

### 路線バス等
- 築上東部乗合タクシー - 中津市・吉富町・旧新吉富村・旧大平村の中心部相互間を結ぶ。鉄道から乗り継ぐ場合、「JR中津駅」停留所もしくは吉富駅近くの「吉富町役場前」停留所を利用することとなる。
  - JR中津駅前 - 吉富町役場前 - 上毛町役場前 - 大平支所前
- 上毛町コミュニティバス - 4路線あり町内各地を運行する。町域から山国川を挟んで対岸にあるイオンモール三光（大分県中津市）にも乗り入れるが、それ以外の町外には一切乗り入れない。

### 道路

#### 高速道路
- 東九州自動車道 : 上毛PA/SIC

#### 一般国道
- 国道10号

#### 県道
主要地方道
- 福岡県道・大分県道1号豊前万田線
- 福岡県道・大分県道16号吉富本耶馬渓線

一般県道
- 大分県道・福岡県道102号野路土佐井線
- 福岡県道103号新吉富豊前線
- 大分県道・福岡県道109号福土吉富線
- 福岡県道・大分県道110号東下中津線
- 福岡県道・大分県道111号東上戸原線
- 福岡県道225号野地塔田線
- 福岡県道226号山内吉富線
- 福岡県道229号松尾安雲線

## 名所・旧跡・観光スポット・祭事・催事

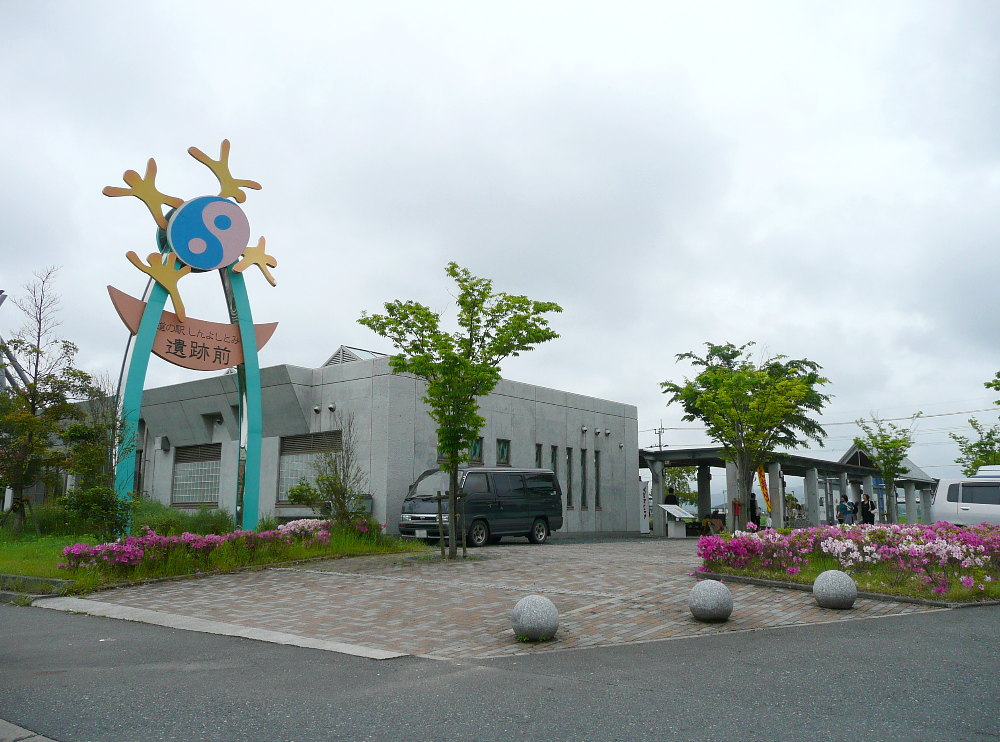
道の駅しんよしとみ

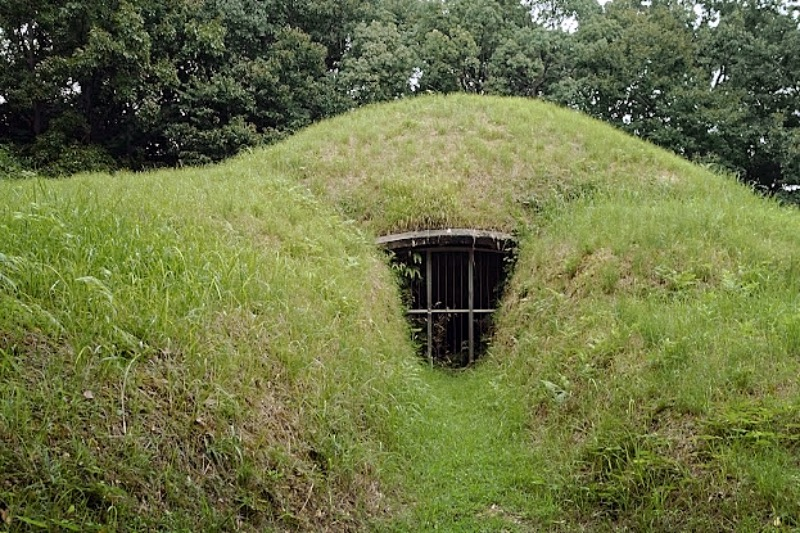
穴ヶ葉山古墳

- 友枝瓦窯跡（国指定史跡）
- 大平樂
- 山国川
- 道の駅しんよしとみ
- 穴ヶ葉山古墳
- ほたるの里
- 牛頭天王公園
- 岩屋の滝
- げんきの杜
- 西友枝体験交流センターゆいきらら
- さわやか市・大平

## 上毛町出身の有名人
- 吉田あい（バレーボール選手）※旧大平村出身
- 川崎哲平（音楽家）※旧新吉富村出身